# Луитгард фон Щаде
Луитгард фон Щаде (на немски: Liutgard von Stade; на датски: Luitgard af Salzwedel; * ок. 1110; † 29 януари 1152 в дворец Винценбург) от род Удони е графиня на Щаде и чрез женитби пфалцграфиня на Саксония, кралица на Дания (1144 – 1146) и графиня на Винценбург.

## Биография
Тя е дъщеря на граф Рудолф I фон Щаде († 1124), маркграф на Северната марка, и съпругата му графиня Рихардис фон Спонхайм († 1151), дъщеря на бургграф Херман фон Магденбург. Нейният баща е близък роднина на император Хайнрих IV. Тя е сестра на Хартвиг I – от 1148 г. архиепископ на Бремен († 1168).
Луитгард се омъжва за Фридрих II фон Зомершенбург († 1162), пфалцграф на Саксония. Бракът е анулиран през 1144 г. заради близко роднинство. Те имат децата:
- Адалберт фон Зомершенбург (* 1130, † 1179), пфалцграф, женен 1154 г. за Лиутгард фон Хенеберг († 1220)
- Аделхайд III († 1 май 1184), абатиса на Гандерсхайм (1152/53 – 1184) и на Кведлинбург (1161 – 1184)
- София († 1189/90) ∞ I. Хайнрих I фон Ветин († 1181) граф на Ветин; II. 1182 Херман I († 1217) ландграф на Тюрингия
- Дитрих, опекун на Хайнрих II фон Ветин

Луитгард е омъжена от нейния брат втори път през 1144 г. за Ерик III крал на Дания († 1146). Бракът е бездетен и се разваля през 1146 г. След смъртта на Ерик Луитгард се омъжва трети път през 1148 г. за разведения граф Херман II фон Винценбург († 1152). Те имат децата:
- дъщеря (1149 – пр. 1204)

∞ 1170 граф Хайнрих I фон Шварцбург († 26 юли 1184)
∞ сл. 1184 г. Улрих фон Ветин граф на Ветин († 28 септември 1206)
- дъщеря (1150 – ), ∞ Магнус Борис от Дания, роднина на крал Ерик (Дом Естридсон)
- Хедвиг (1151 – ), прьопстин на Гандерсхайм

През нощта на 29 януари 1152 г. Херман и бременната Луитгард са убити от мразещите го с меч в замък Винценбург. Като негов роднина Хайнрих Лъв наследява неговата собственост на 13 октомври 1152 г.